# Rastbach (Saarbrücken)
Der Rastbach ist ein ehemaliger Bach in der heutigen Stadt Saarbrücken.
Seine Quelle lag im heutigen Distrikt Rastpfuhl in der Nähe des Rhönwegs und floss in überwiegend südwestlicher Richtung weiter durch den Stadtteil Burbach. Etwa 300 m südlich des Burbacher Marktes mündete der Rastbach in den Burbach (Weyerbach). Insgesamt hatte der Rastbach eine Länge von ca. 2 km.

Rastbach im Jahr 1850

Um die Wende des 19. zum 20. Jahrhunderts wurde der Rastbach von seiner Quelle bis zur Mündung vollständig verrohrt und ist heute Teil der Regenwasser-Kanalisation.
An den Rastbach erinnern heute noch die Straße Rastbachweg auf dem Rastpfuhl, die Gesamtschule Rastbachtal und die Rastbachtalhalle (Sporthalle).
Das Rastbachtal wird heute aus Gründen der Frischluftversorgung bewusst von verriegelnder Bebauung freigehalten. Die Hänge im Rastbachtal westlich des Caritasklinikums St. Theresia werden Geißenberg genannt und waren früher ein beliebtes Rodelgebiet.